# Adobe InCopy
Adobe InCopy – edytor tekstu stworzony przez Adobe Systems. Jest silnie zintegrowany z Adobe InDesign, co umożliwia efektywną współpracę redaktorów i projektantów. Początkowo sprzedawany oddzielnie, nie wchodził w skład żadnej wersji pakietu Creative Suite. Obecnie jest częścią Creative Cloud. To oprogramowanie jest wykorzystywane przede wszystkim do tworzenia publikacji, m.in. gazet i czasopism.
InCopy udostępnia narzędzia do pisania, edycji, projektowania (style, czcionki itp.) oraz publikacji. Oprogramowanie zawiera standardowe funkcje edytora tekstu (m.in. sprawdzanie pisowni czy ustawienia akapitów, monitorując przy tym cały czas liczbę słów i stron całego dokumentu). Edytor pozwala ustalić w sposób wizualny i ręczny każdy element projektu.
Głównym konkurentem InCopy jest Quark CopyDesk, który został po raz pierwszy wydany w 1991 roku.

## Integracja z programem InDesign
InCopy zespolony jest z InDesign, co pozwala na wspólną pracę autorów, redaktorów i projektantów nad tą samą stroną lub całym dokumentem. Projektant tworzy układ strony za pomocą InDesign, a redaktorzy jednocześnie edytują poszczególne rozdziały w InCopy. Praca całego zespołu w jednym momencie nad tym samym projektem możliwa jest za pośrednictwem systemu zarządzania Adobe LiveEdit.